# 中国行政区分の人間開発指数一覧

人間開発指数による中国の行政区分 (2019).
≥ 0.800
0.700 – 0.799
0.550 – 0.699

中国行政区分の人間開発指数一覧（ちゅうごくぎょうせいくぶんのにんげんかいはつしすういちらん）
当項は中華人民共和国の人間開発指数 (HDI) を行政区分別に表とした物である。
- 本項で対象とする行政区分は省レベルの行政区分（自治区や直轄市も含まれる）である。

| 順                 | 省など             | HDI                | 相当する国                   |
| 非常に高い人間開発 | 非常に高い人間開発 | 非常に高い人間開発 | 非常に高い人間開発           |
| ------------------ | ------------------ | ------------------ | ---------------------------- |
| –                  | 香港               | 0.933              | スウェーデン                 |
| –                  | マカオ             | 0.909              | 日本                         |
| –                  | 台湾               | 0.907              | ルクセンブルク               |
| 1                  | 北京市             | 0.887              | チェコ                       |
| 2                  | 上海市             | 0.863              | リトアニア                   |
| 3                  | 天津市             | 0.845              | チリ                         |
| 高い人間開発       |                    |                    |                              |
| 4                  | 江蘇省             | 0.795              | コスタリカ                   |
| 5                  | 広東省             | 0.784              | トリニダード・トバゴ         |
| 6                  | 浙江省             | 0.783              | トリニダード・トバゴ         |
| 7                  | 遼寧省             | 0.772              | メキシコ                     |
| 8                  | 内モンゴル自治区   | 0.767              | ボスニア・ヘルツェゴビナ     |
| 9                  | 吉林省             | 0.760              | ブラジル                     |
| 10                 | 福建省             | 0.758              | アゼルバイジャン or レバノン |
| 10                 | 山東省             | 0.758              | アゼルバイジャン or レバノン |
| 11                 | 湖北省             | 0.755              | アルジェリア or タイ         |
| 12                 | 重慶市             | 0.752              | エクアドル                   |
| –                  | 中国 (平均)        | 0.751              |                              |
| 13                 | 陝西省             | 0.750              | ペルー or ウクライナ         |
| 14                 | 山西省             | 0.744              | コソボ                       |
| 14                 | 湖南省             | 0.744              | コソボ                       |
| 14                 | 海南省             | 0.744              | コソボ                       |
| 15                 | 黒龍江省           | 0.741              | フィジー or モンゴル         |
| 16                 | 寧夏回族自治区     | 0.739              | フィジー or モンゴル         |
| 17                 | 河北省             | 0.731              | ジャマイカ                   |
| 18                 | 河南省             | 0.725              | スリナム                     |
| 18                 | 新疆ウイグル自治区 | 0.725              | スリナム                     |
| 19                 | 江西省             | 0.722              | スリナム                     |
| 20                 | 広西チワン族自治区 | 0.721              | スリナム                     |
| 21                 | 安徽省             | 0.717              | ボツワナ or モルディブ       |
| 22                 | 四川省             | 0.711              | ウズベキスタン               |
| 中程度の人間開発   |                    |                    |                              |
| 23                 | 甘粛省             | 0.685              | パレスチナ or イラク         |
| 24                 | 青海省             | 0.680              | イラク                       |
| 25                 | 貴州省             | 0.674              | キルギス                     |
| 26                 | 雲南省             | 0.666              | モロッコ                     |
| 27                 | チベット自治区     | 0.580              | アンゴラ or カンボジア       |

注釈
1. ↑  元のソースではなくデータセットにより比較
2. 1 2 3  香港とマカオは中華人民共和国の特別行政区である。台湾は中華民国により統治されているが、中華人民共和国により領土と主張されている[3]。
3. ↑  マカオのHDIはデータベースにも国連報告にも含まれていない。マカオ特別行政区の政府統計・国勢調査によると、マカオのHDIは2016年に0.909であった[4]。
4. ↑  台湾のHDIは地方人間開発データベースに含まれている[1]。しかし、中華人民共和国統計局によると2017年の台湾のHDIは0.907で日本や韓国における値に近い[5]。
5. ↑  コソボが独立国であるかどうかは議論されている。